# Salut Ô productions
 (septembre 2012).
Salut Ô productions est une maison de production musicale créée par l'artiste français Guizmo, du groupe Tryo.
Propulsée par Pierre-Yves production, Salut Ô produit des petits groupes pas connus. Tous ces petits groupes, supervisés par Guizmo et son studio, font leur apparition sur scène petit à petit.